# Olympische Sommerspiele 2020/Teilnehmer (Mosambik)
| Gelbes Symbol für Goldmedaillen mit stilisierten Olympischen Ringen | Graues Symbol für Silbermedaillen mit stilisierten Olympischen Ringen | Braundes Symbol für Bronzemedaillen mit stilisierten Olympischen Ringen |
| ------------------------------------------------------------------- | --------------------------------------------------------------------- | ----------------------------------------------------------------------- |
| —                                                                   | —                                                                     | —                                                                       |

Mosambik nahm an den Olympischen Spielen 2020 in Tokio mit zehn Sportlern in sechs Sportarten teil. Es war die insgesamt 11. Teilnahme an Olympischen Sommerspielen.

## Teilnehmer nach Sportarten

### Boxen
| Athleten        | Wettbewerb              | 1. Runde | 1. Runde | Achtelfinale | Achtelfinale | Viertelfinale     | Viertelfinale | Halbfinale    | Halbfinale    | Finale        | Finale        | Rang |
| Athleten        | Wettbewerb              | Gegner   | Ergebnis | Gegner       | Ergebnis     | Gegner            | Ergebnis      | Gegner        | Ergebnis      | Gegner        | Ergebnis      | Rang |
| --------------- | ----------------------- | -------- | -------- | ------------ | ------------ | ----------------- | ------------- | ------------- | ------------- | ------------- | ------------- | ---- |
| Frauen          |                         |          |          |              |              |                   |               |               |               |               |               |      |
| Acinda Panguana | Weltergewicht bis 69 kg | Freilos  | Freilos  | E. Akinyi    | RSC          | Gu H.             | 0:5           | ausgeschieden | ausgeschieden | ausgeschieden | ausgeschieden | 5    |
| Rady Gramane    | Mittelgewicht bis 75 kg | —        | —        | É. Pachito   | 4:1          | S. Magomedalijewa | 0:4           | ausgeschieden | ausgeschieden | ausgeschieden | ausgeschieden | 5    |

### Judo
| Athleten      | Wettbewerb | 1. Runde    | 1. Runde | 2. Runde | 2. Runde | Achtelfinale  | Achtelfinale  | Viertelfinale | Viertelfinale | Halbfinale / Trostrunde | Halbfinale / Trostrunde | Finale / Platz 3 | Finale / Platz 3 | Rang |
| Athleten      | Wettbewerb | Gegner      | Ergebnis | Gegner   | Ergebnis | Gegner        | Ergebnis      | Gegner        | Ergebnis      | Gegner                  | Ergebnis                | Gegner           | Ergebnis         | Rang |
| ------------- | ---------- | ----------- | -------- | -------- | -------- | ------------- | ------------- | ------------- | ------------- | ----------------------- | ----------------------- | ---------------- | ---------------- | ---- |
| Männer        |            |             |          |          |          |               |               |               |               |                         |                         |                  |                  |      |
| Kevin Loforte | bis 66 kg  | B. Shmailov | 0s1:11   | —        | —        | ausgeschieden | ausgeschieden | ausgeschieden | ausgeschieden | ausgeschieden           | ausgeschieden           | ausgeschieden    | ausgeschieden    | 17   |

### Kanu

#### Kanurennsport
| Athleten     | Wettbewerb | Vorlauf      | Vorlauf | Halbfinale   | Halbfinale | Finale        | Finale        | Rang          |
| Athleten     | Wettbewerb | Zeit         | Rang    | Zeit         | Rang       | Zeit          | Rang          | Rang          |
| ------------ | ---------- | ------------ | ------- | ------------ | ---------- | ------------- | ------------- | ------------- |
| Männer       |            |              |         |              |            |               |               |               |
| Joaquim Lobo | C-1 1000 m | 4:49,676 min | 6       | 5:04,687 min | 7          | ausgeschieden | ausgeschieden | ausgeschieden |

### Leichtathletik
Laufen und Gehen 
| Athleten              | Wettbewerb   | Runde 1 | Runde 1 | Halbfinale    | Halbfinale    | Finale        | Finale        | Rang          |
| Athleten              | Wettbewerb   | Zeit    | Rang    | Zeit          | Rang          | Zeit          | Rang          | Rang          |
| --------------------- | ------------ | ------- | ------- | ------------- | ------------- | ------------- | ------------- | ------------- |
| Männer                |              |         |         |               |               |               |               |               |
| Creve Armando Machava | 400 m Hürden | 50,37 s | 5       | ausgeschieden | ausgeschieden | ausgeschieden | ausgeschieden | ausgeschieden |

### Schwimmen
| Athleten      | Wettbewerb     | Vorlauf     | Vorlauf | Halbfinale    | Halbfinale    | Finale        | Finale        | Rang |
| Athleten      | Wettbewerb     | Zeit        | Rang    | Zeit          | Rang          | Zeit          | Rang          | Rang |
| ------------- | -------------- | ----------- | ------- | ------------- | ------------- | ------------- | ------------- | ---- |
| Frauen        |                |             |         |               |               |               |               |      |
| Alicia Mateus | 50 m Freistil  | 29,63 s     | 66      | ausgeschieden | ausgeschieden | ausgeschieden | ausgeschieden | 66   |
| Männer        |                |             |         |               |               |               |               |      |
| Igor Mogne    | 400 m Freistil | 3:56,56 min | 31      | —             | —             | ausgeschieden | ausgeschieden | 31   |

### Segeln
| Athleten                      | Wettbewerb   | Qualifikation | Qualifikation | Medal Race    | Medal Race    | Punkte | Rang |
| Athleten                      | Wettbewerb   | Punkte        | Rang          | Punkte        | Rang          | Punkte | Rang |
| ----------------------------- | ------------ | ------------- | ------------- | ------------- | ------------- | ------ | ---- |
| Frauen                        |              |               |               |               |               |        |      |
| Deizy Nhaquile                | Laser Radial | 340           | 40            | ausgeschieden | ausgeschieden | 340    | 40   |
| Maria Machava Denise Parruque | 470er        | 182           | 21            | ausgeschieden | ausgeschieden | 182    | 21   |